# Tebbe-reagens
Het Tebbe-reagens is een organometaalverbinding met de formule Cp2TiCH2ClAl(CH3)2. Het Tebbe-reagens, genoemd naar de Amerikaanse scheikundige Frederick Nye Tebbe, vindt toepassing in de organische synthese bij de omzetting van de carbonylgroep in een methyleengroep. Het reagens komt voor als een rode vaste stof, die aan de lucht pyrofoor is. De stof wordt daarom onder een inerte atmosfeer bewaard en verwerkt.
In het Tebbe-reagens treden twee tetraëdrische metaalcentra op: titanium en aluminium, gekoppeld door twee brugvormende liganden: één chloride en één methyleengroep. Aan titanium zijn twee cyclopentadienylringen (C5H5, vaak afgekort tot Cp) gekoppeld, aan aluminium komen twee methylgroepen voor. De (Ti-CH2-Al-Cl)-ring is bijna vlak. Het Tebbe-reagens was de eerste verbinding waarin een methyleengroep als brug optrad tussen een overgangs- (Ti) en een hoofdgroepmetaal (Al).

## Synthese
Het Tebbe-reagens wordt gesynthetiseerd uit titanoceendichloride en trimethylaluminium in tolueen als oplosmiddel:
{\displaystyle {\ce {Cp2TiCl2 + 2 Al(CH3)3 -> CH4 + Cp2TiCH2AlCl(CH3)2 + Al(CH3)2Cl}}}
Na ongeveer 3 dagen kan het product via omkristallisatie geïsoleerd worden. In deze stap wordt het Al(CH3)2Cl verwijderd. Hoewel reacties waarbij het Tebbe-reagens eerst geïsoleerd wordt netter, met minder bijproducten en vaak in hogere opbrengst, verlopen, zijn ook procedures beschreven waarbij het reagens in situ gemaakt en gebruikt wordt. In plaats van het reagens te isoleren wordt het reactiemengsel gekoeld in een ijsbad of met droogijs, waarna de carbonylverbinding wordt toegevoegd.
Een alternatieve, maar minder makkelijke synthese gaat uit van dimethyltitanoceen, ook bekend als het Petasis-reagens:
{\displaystyle {\ce {Cp2Ti(CH3)2 + Al(CH3)2Cl -> Cp2TiCH2AlCl(CH3)2 + CH4}}}
Een nadeel van deze methode is, naast de noodzaak Cp2Ti(CH3)2 bij de hand te hebben, de lastige scheiding van product en niet-gereageerd uitgangsmateriaal.

## Reactiemechanisme
Het Tebbe-reagens reageert niet zelf met de carbonylverbinding, maar moet eerst met een zwakke Lewisbase, bijvoorbeeld pyridine, behandeld worden, waarbij het actieve Schrock-carbeen ontstaat.
Analoog aan de Wittig-reactie is de drijvende kracht achter de reactie de oxofiliteit van Ti(IV). Het Schrock-carbeen (1) reageert met de carbonylverbinding (2) waarbij het (gepostuleerde) oxatitanacyclobutaan als intermediair (3) ontstaat. Deze cyclische verbinding is nooit geïsoleerd, waarschijnlijk omdat het meteen uiteenvalt in het gewenste alkeen (5) en titanoceenoxide (4):

## Toepassingen
Het Tebbe-reagens wordt in de organische synthese aangewend bij de introductie van de methyleengroep op de plek van een carbonylgroep. Deze omzetting kan ook gerealiseerd worden met behulp van de Wittig-reactie, al is het Tebbe-reagens efficiënter bij met name sterisch niet gehinderde carbonylverbindingen. Het Tebbe-reagens is ook minder basisch dan de Wittig-reagentia, waardoor minder β-eliminatie optreedt.
De carbonylfunctie hoeft niet onder de vorm van een keton aanwezig te zijn. Aldehyden, esters, lactonen en amiden worden ook omgezet. Uit esters en lactonen worden enol-ethers verkregen, amiden leiden tot enamines. In verbindingen met een ester- en een ketongroep reageert het keton selectief als slechts één equivalent reagens gebruikt wordt.
De reactie met het Tebbe-reagens verloopt zonder racemisatie van chirale α-koolstofatomen. Deze eigenschap maakt het Tebbe-reagens bij uitstek geschikt voor reacties in de suikerchemie, waar het behoud van steriochemische integriteit doorgaans essentieel is.
Met zuurchlorides reageert het Tebbe-reagens afwijkend: in plaats van titanoceenoxide treedt het chloride als leaving group op, waardoor een titaniumenolaat ontstaat: